# Referendum a Malta del 1956
Il referendum a Malta del 1956 si tenne l'11 e 12 febbraio 1956 per approvare o respingere il progetto di integrazione col Regno Unito. Il quesito fu approvato col 77%, ma l'esito referendario non fu mai attuato: otto anni dopo, infatti, il paese divenne un Dominion indipendente, assumendo il nome di Stato di Malta.
L'affluenza si attestò al 59,1%.

## Quesito
Secondo il progetto, Malta avrebbe avuto tre seggi nella Camera dei Comuni britannica. Inoltre, il Ministero degli Interni avrebbe assunto la responsabilità degli affari maltesi dall'ufficio coloniale. Il parlamento del Regno Unito avrebbe avuto il controllo della difesa e degli affari esteri, e infine della tassazione diretta, mentre il parlamento maltese sarebbe stato responsabile di tutte le altre aree della vita pubblica, compresa l'istruzione e la posizione della Chiesa cattolica. Il tenore di vita nelle isole sarebbe stato portato alla pari con il resto del Regno Unito aumentando i salari e aumentando le opportunità di lavoro.

## Risultati
| Sì              | 67 607  | 77,02 |  |  |  |  |  |  |
| No              | 20 177  | 22,98 |  |  |  |  |  |  |
| Totale          | 87 784  | 100   |  |  |  |  |  |  |
|                 |         |       |  |  |  |  |  |  |
| Voti non validi | 2 559   | 2,83  |  |  |  |  |  |  |
| Votanti         | 90 343  | 59,13 |  |  |  |  |  |  |
| Elettori        | 152 783 |       |  |  |  |  |  |  |